# Henry M. Jackson
Henry Martin Jackson, känd som Scoop Jackson, född 31 maj 1912 i Everett, Washington, död där 1 september 1983, var en amerikansk demokratisk politiker. Han var ledamot av USA:s representanthus 1941-1953 och ledamot av USA:s senat för delstaten Washington från 3 januari 1953 fram till sin död. Han var ordförande för demokraternas federala partistyrelse Democratic National Committee 1960-1961.

## Biografi
Jackson studerade vid Stanford University. Han avlade sedan 1935 juristexamen vid University of Washington. Han var åklagare för Snohomish County 1938-1940.
Jackson efterträdde Monrad Wallgren som kongressledamot i januari 1941. Efter sex mandatperioder i representanthuset kandiderade han till senaten. Han besegrade sittande senatorn Harry P. Cain i senatsvalet 1952. Jackson omvaldes 1958, 1964, 1970, 1976 och 1982.
Jackson var presbyterian. Hans grav finns på Evergreen Cemetery i Everett. Ubåten USS Henry M. Jackson (SSBN-730) är uppkallad efter honom.